# Словаччина на зимових Олімпійських іграх 2002
Словаччина на зимових Олімпійських іграх 2002, які проходили у Солт-Лейк-Сіті (США), була представлена 49 спортсменами (38 чоловіками та 11 жінками) в 10 видах спорту. Прапороносцем на церемонії відкриття Олімпійських ігор був хокеїст Роберт Петровицький. Словацькі спортсмени не здобули жодної медалі.

## Біатлон
| Спортсмен                                                           | Дисципліна                     | Час       | Промахів | Місце |
| ------------------------------------------------------------------- | ------------------------------ | --------- | -------- | ----- |
| Марек Матяшко                                                       | спринт, чоловіки               | 27:12.6   | 1        | 39    |
| Марек Матяшко                                                       | гонка переслідування, чоловіки | 37:26.0   | 5        | 43    |
| Марек Матяшко                                                       | індивідуальна гонка, чоловіки  | 57:37.8   | 4        | 52    |
| Татьяна Кутлікова                                                   | спринт, жінки                  | 25:18.3   | 5        | 64    |
| Анна Мурінова                                                       | спринт, жінки                  | 23:10.0   | 1        | 35    |
| Анна Мурінова                                                       | гонка переслідування, жінки    | 35:14.6   | 3        | 35    |
| Анна Мурінова                                                       | індивідуальна гонка, жінки     | 54:39.2   | 5        | 53    |
| Соня Мігокова                                                       | спринт, жінки                  | 22:32.1   | 1        | 21    |
| Соня Мігокова                                                       | гонка переслідування, жінки    | 33:57.4   | 3        | 21    |
| Соня Мігокова                                                       | індивідуальна гонка, жінки     | 50:00.7   | 3        | 14    |
| Мартіна Галінарова                                                  | спринт, жінки                  | 22:11.9   | 0        | 13    |
| Мартіна Галінарова                                                  | гонка переслідування, жінки    | 33:26.4   | 2        | 18    |
| Мартіна Галінарова                                                  | індивідуальна гонка, жінки     | 48:47.5   | 2        | 9     |
| Марцела Павковчекова                                                | індивідуальна гонка, жінки     | 52:03.7   | 4        | 33    |
| Мартіна Галінарова Анна Мурінова Марцела Павковчекова Соня Мігокова | естафета, жінки                | 1'30:11.5 | 1        | 5     |

## Бобслей
| Спортсмен                                                       | Дисципліна | Спуск 1 | Спуск 1 | Спуск 2 | Спуск 2 | Спуск 3 | Спуск 3 | Спуск 4 | Спуск 4 | Разом   | Разом |
| Спортсмен                                                       | Дисципліна | Час     | Місце   | Час     | Місце   | Час     | Місце   | Час     | Місце   | Час     | Місце |
| --------------------------------------------------------------- | ---------- | ------- | ------- | ------- | ------- | ------- | ------- | ------- | ------- | ------- | ----- |
| Мілан Ягнешак Роберт Крестянко                                  | двійки     | 49.00   | 30      | 48.96   | 30      | 49.28   | 30      | 48.87   | 29      | 3:16.11 | 30    |
| Мілан Ягнешак Браньо Приложний Мар'ян Вандерка Роберт Крестянко | четвірки   | 47.80   | 24      | 47.88   | 24      | 51.10   | 29      | 48.64   | 22      | 3:15.42 | 24    |

## Гірськолижний спорт
| Спортсмен               | Змагання                     | Фінал             | Фінал         | Фінал   | Фінал |
| Спортсмен               | Змагання                     | Спуск 1           | Спуск 2       | Разом   | Місце |
| ----------------------- | ---------------------------- | ----------------- | ------------- | ------- | ----- |
| Іван Геймчільд          | швидкісний спуск, чоловіки   |                   |               | 1:46.36 | 47    |
| Іван Геймчільд          | супергігант, чоловіки        |                   |               | 1:27.74 | 28    |
| Іван Геймчільд          | гігантський слалом, чоловіки | не фінішував      | —             | —       | —     |
| Іван Геймчільд          | слалом, чоловіки             | не фінішував      | —             | —       | —     |
| Іван Геймчільд          | комбінація, чоловіки         | 1:44.89           | 52.72 / 59.17 | 3:36.78 | 24    |
| Міхал Райчан            | слалом, чоловіки             | 52.73             | 55.93         | 1:48.66 | 19    |
| Міхал Райчан            | комбінація, чоловіки         | дискваліфікований | —             | —       | —     |
| Вероніка Велез-Зузулова | гігантський слалом, жінки    | 1:20.54           | 1:18.09       | 2:38.63 | 32    |
| Вероніка Велез-Зузулова | слалом, жінки                | не фінішувала     | —             | —       | —     |

## Лижне двоборство
| Спортсмен    | Дисципліна                               | Стрибок з трампліну | Стрибок з трампліну | Лижна гонка, час | Загальне місце |
| Спортсмен    | Дисципліна                               | Бали                | Місце               | Лижна гонка, час | Загальне місце |
| ------------ | ---------------------------------------- | ------------------- | ------------------- | ---------------- | -------------- |
| Міхал Пшенко | спринт                                   | 92.4                | 36                  | 20:07.3          | 39             |
| Міхал Пшенко | індивідуальний нормальний трамплін/15 км | 232.0               | 14                  | 46:06.2          | 38             |

## Лижні перегони
Гонка переслідування
| Спортсмен          | 10 км клас. | 10 км клас. | 10 км віл. | 10 км віл.     |
| Спортсмен          | Час         | Місце       | Час        | Фінальне місце |
| ------------------ | ----------- | ----------- | ---------- | -------------- |
| Мартін Байчичак    | 27:06.9     | 23 Q        | 27:30.0    | 50             |
| Іван Батори        | 26:57.2     | 16 Q        | 25:05.7    | 25             |
| Ярослава Буквайова | 14:42.9     | 58          | не пройшла | не пройшла     |

Дистанція
| Спортсмени         | Дисципліни                            | Фінал     | Фінал |
| Спортсмени         | Дисципліни                            | Час       | Місце |
| ------------------ | ------------------------------------- | --------- | ----- |
| Мартін Байчичак    | 15 км, класичним стилем, чоловіки     | 39:39.4   | 24    |
| Мартін Байчичак    | 30 км, гонка переслідування, чоловіки | 1'16:08.5 | 32    |
| Мартін Байчичак    | 50 км, вільним стилем, чоловіки       | 2'13:07.9 | 12    |
| Іван Батори        | 15 км, класичним стилем, чоловіки     | 39:32.0   | 21    |
| Іван Батори        | 50 км, вільним стилем, чоловіки       | 2'17:25.2 | 25    |
| Ярослава Буквайова | 10 км, класичним стилем, жінки        | 31:50.5   | 46    |

## Санний спорт
| Спортсмени                | Дисципліни              | Спуск 1 | Спуск 1 | Спуск 2 | Спуск 2 | Спуск 3 | Спуск 3 | Спуск 4 | Спуск 4 | Разом    | Разом |
| Спортсмени                | Дисципліни              | Час     | Місце   | Час     | Місце   | Час     | Місце   | Час     | Місце   | Час      | Місце |
| ------------------------- | ----------------------- | ------- | ------- | ------- | ------- | ------- | ------- | ------- | ------- | -------- | ----- |
| Любомир Мік               | одиночні сани, чоловіки | 47.207  | 42      | 46.333  | 35      | 45.803  | 31      | 46.475  | 38      | 3:05.818 | 35    |
| Ярослав Славік            | одиночні сани, чоловіки | 45.104  | 18      | 45.017  | 13      | 44.762  | 15      | 45.180  | 19      | 3:00.063 | 16    |
| Любомир Мік Вальтер Маркс | пари, чоловіки          | 43.248  | 6       | 43.458  | 10      | Н/Д     | Н/Д     | Н/Д     | Н/Д     | 1:26.706 | 9     |
| Вероніка Саболова         | одиночні сани, жінки    | 44.021  | 15      | 44.113  | 24      | 43.947  | 19      | 44.231  | 24      | 2:56.312 | 21    |

## Сноубординг
Паралельний гігантський слалом
| Спортсмен  | Дисципліна                            | Кваліфікація | Кваліфікація | 1/16             | Чвертьфінал  | Півфінал     | Фінал        | Фінал      |
| Спортсмен  | Дисципліна                            | Час          | Місце        | Суперник Час     | Суперник Час | Суперник Час | Суперник Час | Місце      |
| ---------- | ------------------------------------- | ------------ | ------------ | ---------------- | ------------ | ------------ | ------------ | ---------- |
| Яна Шедова | паралельний гігантський слалом, жінки | 49.92        | 14 Q         | Лідія Треттель L | не пройшла   | не пройшла   | не пройшла   | не пройшла |

## Фігурне катання
| Спортсмен                          | Дисципліна               | SP | FS | Бали | Місце |
| ---------------------------------- | ------------------------ | -- | -- | ---- | ----- |
| Зузана Бабякова                    | одиночні змагання, жінки | 20 | 21 | 31.0 | 21    |
| Ольга Бестендігова Йозеф Бестендіг | парні змагання           | 17 | 17 | 25.5 | 17    |

## Хокей

### Попередній етап

#### Група «А»
| М | Команда    | В | Н | П | ШЗ | ШП | Очк |
| - | ---------- | - | - | - | -- | -- | --- |
| 1 | ФРН        | 3 | 0 | 0 | 10 | 3  | 6   |
| 2 | Латвія     | 1 | 1 | 1 | 11 | 12 | 3   |
| 3 | Австрія    | 1 | 0 | 2 | 7  | 9  | 2   |
| 4 | Словаччина | 0 | 1 | 2 | 8  | 12 | 1   |

| Дата       | Команда    | Рахунок | Команда    |
| ---------- | ---------- | ------- | ---------- |
| 09.02.2002 | Німеччина  | 3 : 0   | Словаччина |
| 10.02.2002 | Латвія     | 6 : 6   | Словаччина |
| 12.02.2002 | Словаччина | 2 : 3   | Австрія    |

#### Кваліфікація за 9-14 місця
За 13-те - 14-те місця
| 14 лютого 2002 | Словаччина | 7 — 1 | Франція |  |

|  |  |  |  |  |
|  |  |  |  |  |
|  |  |  |  |  |
|  |  |  |  |  |

Словаччина зайняла 13 місце

## Шорт-трек
| Змагання   | Спортсмени       | Відбірні змагання | Відбірні змагання | Чвертьфінал | Чвертьфінал | Півфінал   | Півфінал   | Фінал      | Фінал      |
| Змагання   | Спортсмени       | Результат         | Місце             | Результат   | Місце       | Результат  | Місце      | Результат  | Місце      |
| ---------- | ---------------- | ----------------- | ----------------- | ----------- | ----------- | ---------- | ---------- | ---------- | ---------- |
| Матюш Ужак | 500 м, чоловіки  | 44.499            | 3                 | не пройшов  | не пройшов  | не пройшов | не пройшов | не пройшов | не пройшов |
| Матюш Ужак | 1000 м, чоловіки | 2:17.608          | 4                 | не пройшов  | не пройшов  | не пройшов | не пройшов | не пройшов | не пройшов |
| Матюш Ужак | 1500 м, чоловіки | 2:22.557          | 4                 | не пройшов  | не пройшов  | не пройшов | не пройшов | не пройшов | не пройшов |